# Katarina Henryson
Katarina Margareta Henryson, född Stenström 30 mars 1964, är en svensk sångerska och kompositör, utbildad vid Kungliga Musikhögskolan i Stockholm.
Henrysson var medlem i a cappella-gruppen The Real Group från 1984 till 2016 (som altstämma). Hon har även framträtt i andra konstellationer, bland annat med Roland Pöntinen och i duo-format med cellisten Svante Henryson. Hennes bakgrund och frasering visar influenser av såväl klassisk musik som jazz och soul. Hennes debut som ledsångerska skedde i den svenska pop/soul-gruppen Donna Lee 1986.